# Éric Hannezo
Pour les articles homonymes, voir Hannezo.
Éric Hannezo est un journaliste et réalisateur français né à Bourg-la-Reine le 12 janvier 1972.

## Biographie
Après des études de sciences et techniques de la communication, Éric Hannezo travaille comme journaliste sportif à Antenne 2 (émission Stade 2) avant d'occuper le poste de directeur-adjoint du service des sports de TF1, chaîne sur laquelle il est arrivé en 2004.
Il crée une société de production en 2010 (Black Dynamite Films) et tourne un premier long métrage en 2014, Enragés, adapté du film de Mario Bava Cani arrabbiati.
Il est aussi à la tête de la société de production Black Dynamite Production qui a créé par exemple un documentaire sur Johnny Hallyday.

## Filmographie
- 2015 : Enragés (réalisateur)
- 2020 : Cyrille, agriculteur, 30 ans, 20 vaches, du lait, du beurre, des dettes (producteur)
- 2022 : Le Stade  (réalisateur)